# Didymoceras
Didymoceras – rodzaj amonitów z gromady głowonogów.
Żył w okresie kredy (santon - mastrycht).